# Lista de prêmios e indicações recebidos por Usher
Ao longo de sua carreira artística, o cantor, compositor e ator Usher recebeu e foi indicado a inúmeros prêmios como reconhecimento de seus alcances técnicos e profissionais e seu duradouro impacto na música afro-americana, especialmente no mercado fonográfico de R&B, pop e hip-hop.
Usher iniciou sua carreira musical em meados da década de 1990, quando foi contratado pela gravadora LaFace Records. No início dos anos 2000, com o lançamento de sucessivos álbuns de estúdio bem-sucedidos comercialmente e bem avaliados pela crítica musical, o cantor ascendeu como um dos principais nomes do R&B contemporâneo e do neo soul. Ao total, Usher recebeu oito Prêmios Grammy, 18 Billboard Music Awards, 12 Soul Train Music Awards e oito American Music Awards. Usher foi homenageado com o Prêmio BET Honors em 2015, empossado no Hall da Fama da Música da Geórgia (seu estado natal) em 2007 e recebeu uma Estrela na Calçada da Fama de Hollywood em 2016 em reconhecimento às suas contribuições à música estadunidense ao longo de sua carreira. Além de seus alcances musicais, Usher também é comumente reconhecido como uma figura relevante em ações sociais e filantrópicas, tendo recebido o Prêmio Freedom e o Prêmio de Serviço Voluntário do Presidente, este último uma honraria civil concedida pelo Presidente dos Estados Unidos desde 2005.
Por seu álbum de estreia My Way (1997), Usher foi indicado ao Prêmio Grammy de Melhor Performance Vocal Masculina de R&B com as canções "You Make Me Wanna" e "My Way". No ano seguinte, Usher foi indicado aos Prêmios MTV Video Music de Melhor Vídeo de R&B pelo videoclipe da canção "You Make Me Wanna...". O feito se repetiria com as indicações por "U Got It Bad" (em 2002), "Burn" (em 2004) e "My Boo" (em parceria com Alicia Keys em 2005). Neste período, Usher também foi vencedor de três prêmios Billboard Music Awards nas categorias Artista do Ano, Melhor Artista de R&B e Artista de Singles de R&B/Hip-Hop. Além disto, Usher também foi indicado ao Prêmio NAACP Image Award de Melhor Ator em Série de Drama por sua atuação na telenovela The Bold and the Beautiful em 1999.
No início da década de 2000, Usher manteve-se em notoriedade através de álbuns de estúdio de grande apelo comercial e alta recepção crítica. Seu terceiro álbum de estúdio, intitulado 8701 (2001), teve como singles principais as canções "U Remind Me" e "U Don't Have to Call", que renderam-lhe ambas o Prêmio Grammy de Melhor Performance Masculina de R&B em 2002 e 2003, respectivamente. 

## Prêmios e indicações

### Prêmios American Music
Os "Prêmios American Music" ("American Music Awards") foram fundados em 1973 pela Dick Clark Productions, a organização que atualmente produz outras grandes premiações musicais estadunidenses como os Prémios Globo de Ouro e o Billboard Music Awards. Os AMAs destinam-se a reconhecer os artistas e obras musicais de maior relevância na indústria musical estadunidense com base em sua performance comercial e posições em paradas musicais.
| Ano  | Categoria                              | Indicado/Obra      | Resultado | Ref.   |
| ---- | -------------------------------------- | ------------------ | --------- | ------ |
| 2004 | Artista do Ano                         | Usher              | Indicado  | [ 18 ] |
| 2004 | Artista Masculino Favorito de Soul/R&B | Usher              | Venceu    | [ 18 ] |
| 2004 | Artista Masculino Favorito de Pop/Rock | Usher              | Venceu    | [ 18 ] |
| 2004 | Álbum Favorito de Soul/R&B             | Confessions        | Venceu    | [ 18 ] |
| 2004 | Álbum Favorito de Pop/Rock             | Confessions        | Venceu    | [ 18 ] |
| 2008 | Artista Masculino Favorito de Soul/R&B | Usher              | Indicado  | [ 19 ] |
| 2008 | Artista Masculino Favorito de Pop/Rock | Usher              | Indicado  | [ 19 ] |
| 2010 | Artista Masculino Favorito de Pop/Rock | Usher              | Indicado  | [ 20 ] |
| 2010 | Artista Masculino Favorito de Soul/R&B | Usher              | Venceu    | [ 20 ] |
| 2010 | Álbum Favorito de Soul/R&B             | Raymond v. Raymond | Venceu    | [ 20 ] |
| 2011 | Artista Masculino Favorito de Soul/R&B | Usher              | Venceu    | [ 21 ] |
| 2012 | Artista Masculino Favorito de Soul/R&B | Usher              | Venceu    | [ 22 ] |
| 2012 | Artista Masculino Favorito de Pop/Rock | Usher              | Indicado  | [ 22 ] |
| 2012 | Álbum Favorito de Soul/R&B             | Looking 4 Myself   | Indicado  | [ 22 ] |
| 2021 | Artista Masculino Favorito de Soul/R&B | Usher              | Indicado  | [ 23 ] |

### Prêmios Grammy
Os "Prêmios GRAMMY" ("The GRAMMY Awards") foram fundados em 1959 pela Academia da Gravação dos Estados Unidos (The Recording Academy), uma organização não-governamental composta por musicistas e companhias fonográficas, e destina-se a reconhecer a excelência em performances e produções técnicas e artísticas da indústria musical estadunidense.
| Ano  | Categoria                                          | Indicado/Obra                             | Resultado | Ref.   |
| ---- | -------------------------------------------------- | ----------------------------------------- | --------- | ------ |
| 1998 | Melhor Performance Masculina de R&B                | "You Make Me Wanna..."                    | Indicado  | [ 25 ] |
| 1999 | Melhor Performance Masculina de R&B                | "My Way"                                  | Indicado  | [ 26 ] |
| 2002 | Melhor Performance Masculina de R&B                | "U Remind Me"                             | Venceu    | [ 27 ] |
| 2003 | Melhor Performance Masculina de R&B                | "U Don't Have To Call"                    | Venceu    | [ 28 ] |
| 2005 | Álbum do Ano                                       | Confessions                               | Indicado  | [ 29 ] |
| 2005 | Melhor Álbum Contemporâneo de R&B                  | Confessions                               | Venceu    | [ 29 ] |
| 2005 | Gravação do Ano                                    | "Yeah!" (com Lil Jon e Ludacris)          | Indicado  | [ 29 ] |
| 2005 | Melhor Colaboração de Rap Melódico                 | "Yeah!" (com Lil Jon e Ludacris)          | Venceu    | [ 29 ] |
| 2005 | Melhor Performance Masculina de R&B                | "Burn"                                    | Indicado  | [ 29 ] |
| 2005 | Melhor Canção de R&B                               | "Burn"                                    | Indicado  | [ 29 ] |
| 2005 | Melhor Canção de R&B                               | "My Boo" (com Alicia Keys)                | Indicado  | [ 29 ] |
| 2005 | Melhor Performance Vocal de R&B por Dupla ou Grupo | "My Boo" (com Alicia Keys)                | Venceu    | [ 29 ] |
| 2006 | Melhor Performance Masculina de R&B                | "Superstar"                               | Indicado  | [ 30 ] |
| 2008 | Melhor Performance Vocal de R&B por Dupla ou Grupo | "Same Girl" (com R. Kelly)                | Indicado  | [ 31 ] |
| 2009 | Melhor Performance Masculina de R&B                | "Here I Stand"                            | Indicado  | [ 32 ] |
| 2011 | Melhor Performance Masculina de R&B                | "There Goes My Baby"                      | Venceu    | [ 33 ] |
| 2011 | Melhor Álbum Contemporâneo de R&B                  | Raymond v. Raymond                        | Venceu    | [ 33 ] |
| 2013 | Melhor Performance de R&B                          | "Climax"                                  | Venceu    | [ 34 ] |
| 2015 | Melhor Performance de R&B                          | "New Flame" (com Chris Brown e Rick Ross) | Indicado  | [ 35 ] |
| 2015 | Melhor Canção de R&B                               | "New Flame" (com Chris Brown e Rick Ross) | Indicado  | [ 35 ] |
| 2015 | Melhor Canção de R&B                               | "Good Kisser"                             | Indicado  | [ 35 ] |
| 2015 | Melhor Performance de R&B                          | "Good Kisser"                             | Indicado  | [ 35 ] |
| 2023 | Álbum do Ano                                       | Good Morning Gorgeous                     | Indicado  | [ 36 ] |